# Tesoro de Villena

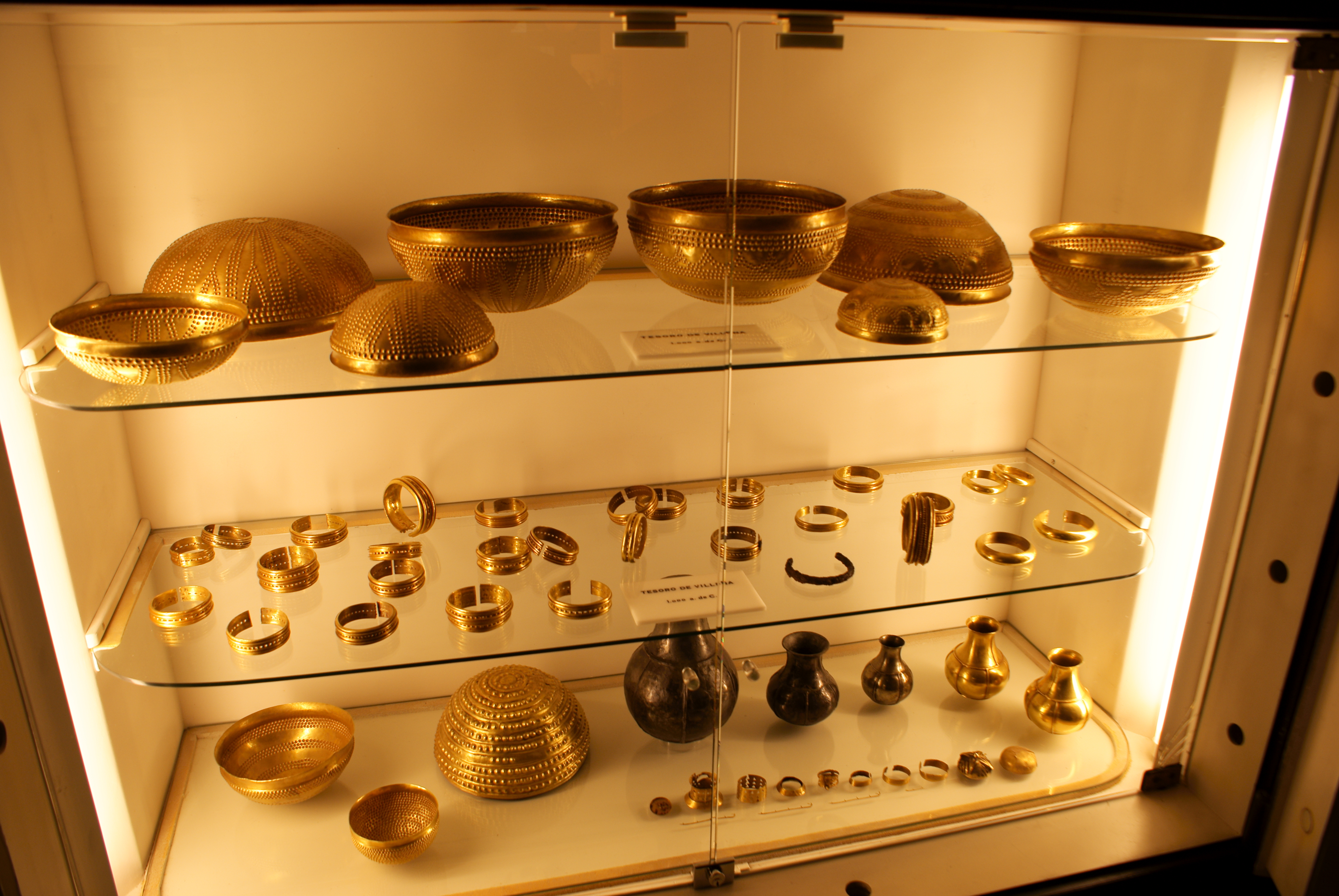
Conjunto del Tesoro de Villena y el Tesorillo del Cabezo Redondo, tal y como se hallan expuestos en el Museo Arqueológico José María Soler.

El Tesoro de Villena es uno de los hallazgos áureos más sensacionales de la Edad de Bronce europea. Está conformado por 59 objetos de oro, plata, hierro y ámbar que totalizan un peso de casi 10 kilos. Esa magnitud lo convierte en el tesoro de vajilla áurea más importante de España y el segundo de toda Europa, solo superado por el de las Tumbas Reales de Micenas, Grecia. Además, destacan las piezas de hierro ya que son las más antiguas halladas en España y corresponden a una fase en la que el hierro se consideraba metal precioso y, por tanto, atesorable. 
Lo encontró en 1963 el arqueólogo villenense José María Soler García en las cercanías de Villena (Alicante, España), y desde entonces ha sido la pieza clave del Museo Arqueológico de Villena. De su hallazgo se hicieron eco la mayoría de los medios nacionales y varios del extranjero, entre ellos de Francia, Alemania y los Estados Unidos. El original ha sido expuesto en Madrid, Alicante, Tokio y Kioto, y existen dos copias de todo el conjunto que son usadas para exponerlo sin ponerlo en peligro, mientras que este se conserva permanentemente en una vitrina blindada del Museo Arqueológico de Villena.

## El hallazgo

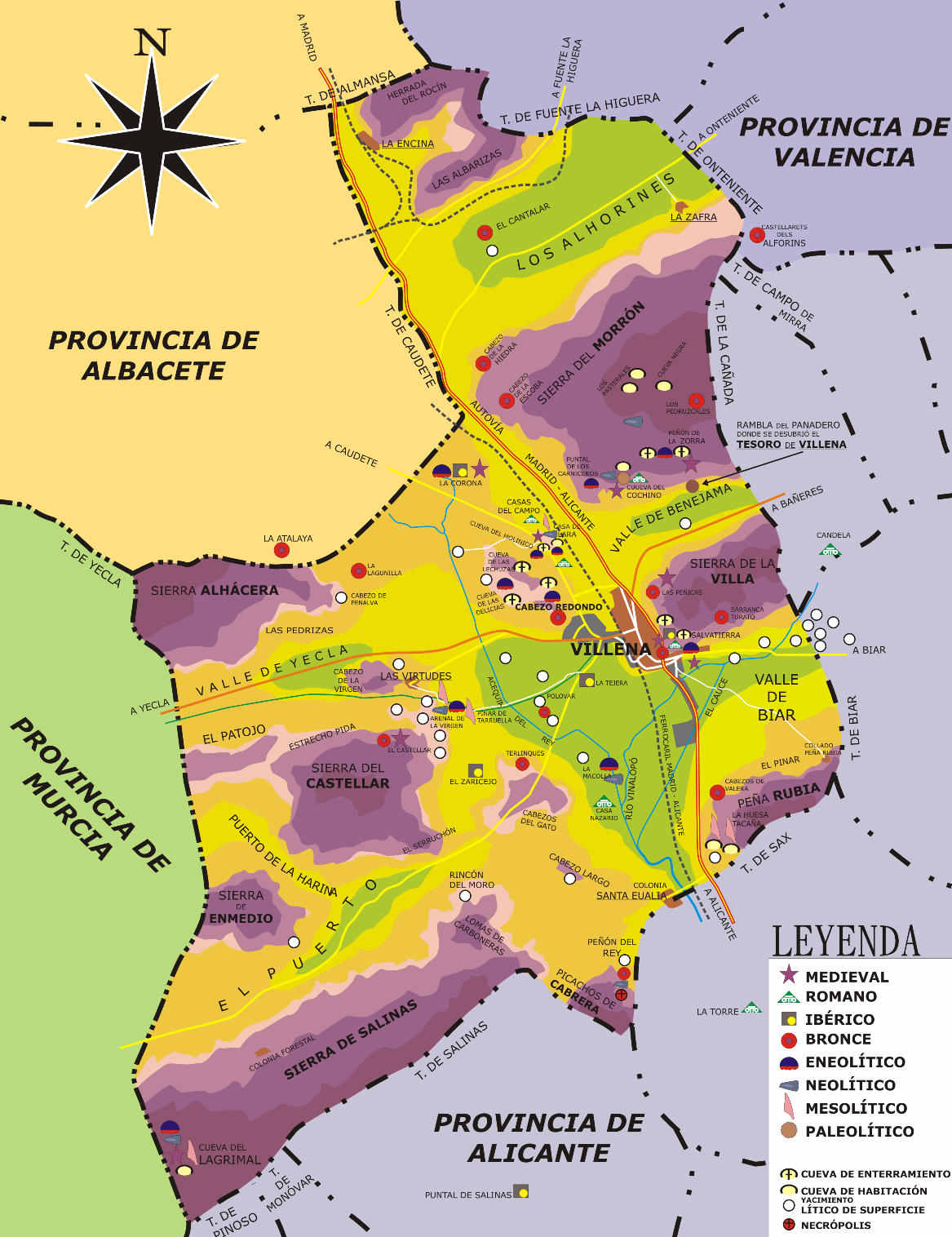
Mapa arqueológico de término de Villena, donde aparece el lugar en que se halló el tesoro.

### Antecedentes
La creciente actividad   urbanística que se estaba llevando a cabo en Villena  en la década de 1960 llevó a buscar lugares más alejados en los que extraer la grava para la fabricación del hormigón. En octubre de 1963 el albañil Francisco García Arnedo encontró una pieza metálica entre la grava de una obra que estaba realizándose en la calle de Madrid y la entregó al capataz, Ángel Tomás Martínez en la creencia de que sería una pieza del engranaje de algún camión. Dicho capataz se limitó a colgarlo en un lugar visible donde el dueño pudiera encontrarlo. Transcurridos varios días, llamó la atención de otro albañil, Francisco Contreras Utrera, que lo cogió y lo llevó a casa. La mujer de este, Esperanza Fernández García fue la que decidió llevarlo al joyero Carlos Miguel Esquembre Alonso el día 22 de octubre de 1963. El joyero, al percatarse de que la pieza era un extraordinario brazalete de oro avisó al arqueólogo José María Soler García, que inmediatamente se personó en la joyería. Soler, temiendo que el brazalete hubiera sido mutilado o que parte de la información fuera falsa, puso el caso en conocimiento del Juez de Instrucción de Villena. La indagaciones empezaron al poco tiempo, pero no se hallaron circunstancias aclaratorias del hallazgo.
El día 25 de noviembre el mismo joyero avisó a Soler de que había llegado a sus manos otro brazalete de similares características. En este caso lo llevó a la joyería la pareja formada por Encarnación Martínez Morales y su esposo Juan Calatayud Díaz, transportista de gravas, que aseguraban que la pieza había pertenecido a la abuela de Encarnación Martínez. Dado el parecido de ambos brazaletes y el hecho de que el segundo presentara las mismas adherencias terrosas que el primero, Soler puso de nuevo el caso en conocimiento del Juez de Instrucción. El día 26, antes de comparecer en el juzgado, Juan Calatayud apareció en casa de Soler afirmando que había encontrado el objeto en una de las ramblas cercanas a la ciudad, al pie de la Sierra del Morrón. El día 30 de noviembre, dentro del marco de las diligencias judiciales, se hizo una inspección ocular de dicha rambla tras la cual se decidió excavar en la zona.

### Excavación

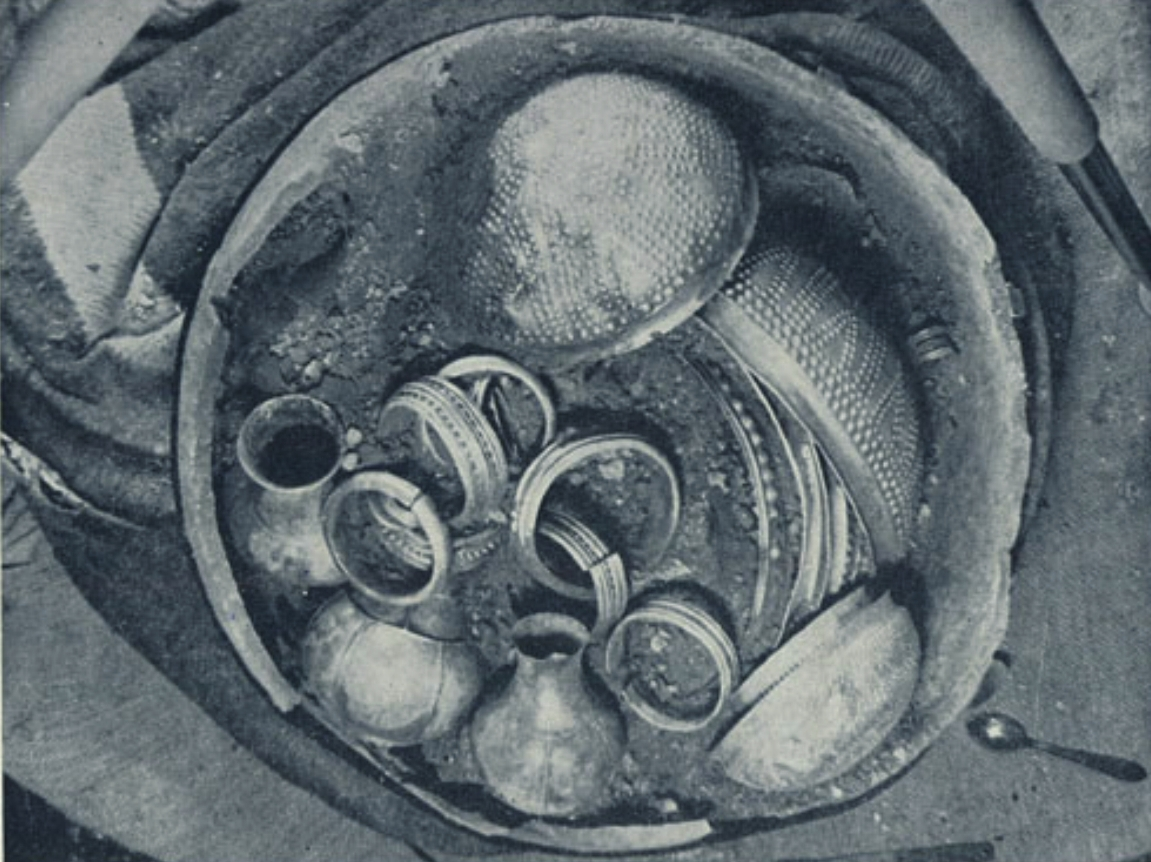
Imagen del tesoro tal como apareció en la vasija.

La rambla en la que habían aparecido los brazaletes está en el valle de Benejama, al sur de la Sierra del Morrón, a unos 5 km del casco urbano de Villena. La rambla en sí es la parte baja del Barranco Roch, que toma como nombre Rambla del Panadero. El día 1 de diciembre se personó allí José María Soler, acompañado de los hermanos Enrique y Pedro Domenech Albero y sus respectivo hijos. La zona señalada se hallaba cerca de las ruinas de unos barracones islámicos y allí localizó el equipo un área de unos 30 m² bajo la que podría hallarse el lugar de proveniencia de los brazaletes. No dio resultado y se dispusieron a excavar por estratos un área con restos de incineración de 1 m². Tampoco se encontró nada y a las 5 de la tarde, ya dispuestos a regresar, Pedro Domenech, que se había desplazado un poco, descubrió con su azada dos brazaletes y el borde de una vasija. 
Las circunstancias eran poco favorables ya que estaba a punto de anochecer y no se disponía de los medios para levantar el hallazgo con garantías, amén de que para Soler la idea de cubrirlo de nuevo para volver al día siguiente era "francamente temeraria". Por tanto, se envió a los dos muchachos, Enrique y Pedro, al encuentro del taxi que estaría de camino para recoger al equipo, con una nota para el abogado Alfonso Arenas García en la que se pedía un fotógrafo con medios de iluminación. Al cabo de dos horas aparecieron el abogado, el taxista Martín Martínez Pastor, los dos muchachos y el fotógrafo Miguel Flor Amat, que tomó las únicas fotografías del hallazgo in situ. Después, se montó la vasija en el taxi y se llevó al despacho de Soler.

### Presentación al público
La primera exposición se llevó a cabo durante la Navidad de 1963 en las dependencias del Museo Arqueológico de Villena. El 27 de diciembre de 1963 el ferroviario Pedro Lorente García entregó por propia voluntad a José María Soler un tercer brazalete que se hallaba arrinconado en el desván de su casa, a la que había llegado 4 o 5 meses antes y que había sido identificado por su hija como semejante a los del Tesoro tras contemplarlo en la exposición.

## Piezas

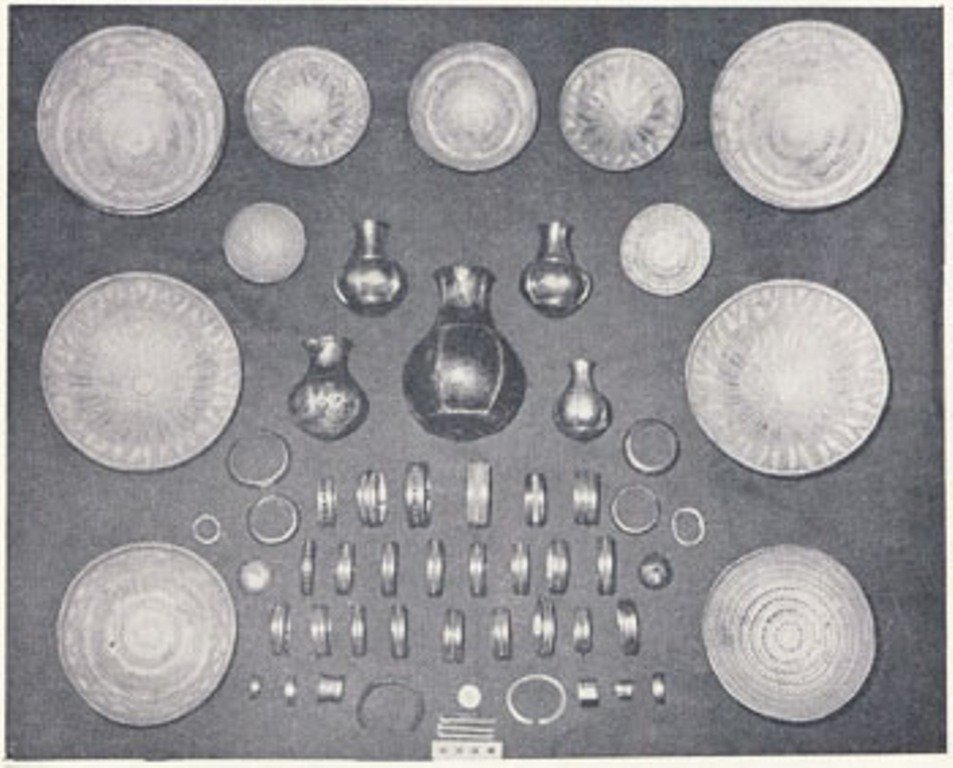
Conjunto completo de las piezas que integran el tesoro de Villena.

El tesoro está formado por 66 piezas, 56 de las cuales se agrupan claramente para formar 49 objetos diferenciados. Las otras 10 piezas debieron pertenecer a objetos complejos de los que fueron arrancadas y son difíciles de determinar, por lo que hay que considerarlas como objetos individuales. Esto da un total de 59 objetos cuya cantidad y peso se distribuyen de la siguiente manera:
| Objeto                          | Cantidad | Peso (g)  |
| Brazaletes de oro               | 28       | 5.170,35  |
| Brazaletes de hierro            | 1        | 31,85     |
| Cuencos de oro                  | 11       | 3.508,141 |
| Frascos de oro                  | 2        | 380,97    |
| Frascos de plata                | 3        | 556,83    |
| Remate o broche de hierro y oro | 1        | 50,49     |
| Botón de oro y ámbar            | 1        | 5,84      |
| Diversos                        | 12       | 49,81     |
| Totales                         | 59       | 9.754,31  |

Se puede ver la gran preponderancia de los brazaletes, que constituyen casi la mitad del conjunto de objetos y suponen el 54 % del peso. Siguen los cuencos, con el 36 % del peso. Los frascos de oro y plata suponen un 6% del total, mientras que los 15 objetos restantes conforman tan solo un 4 % entre todos ellos. La siguiente tabla muestra la relación entre los materiales utilizados y el peso de los mismos entre las piezas del tesoro:
|                  | Oro        | Plata    | Hierro  | Hierro y oro | Ámbar | Totales    |
| Número de piezas | 60         | 3        | 1       | 1            | 1     | 66         |
| Peso en g        | 9.112,1252 | 556,8370 | 31,8574 | 50,4958      | 3     | 9.754,3154 |

Claramente el material más importante es el oro, con un 91 % de las piezas y un 93 % del peso. La plata ocupa un lugar muy secundario, con tan solo el 4,5 % de las piezas y el 5,7 % del peso. Las cantidades de hierro y ámbar son prácticamente insignificantes.

### Tipología

#### Brazaletes

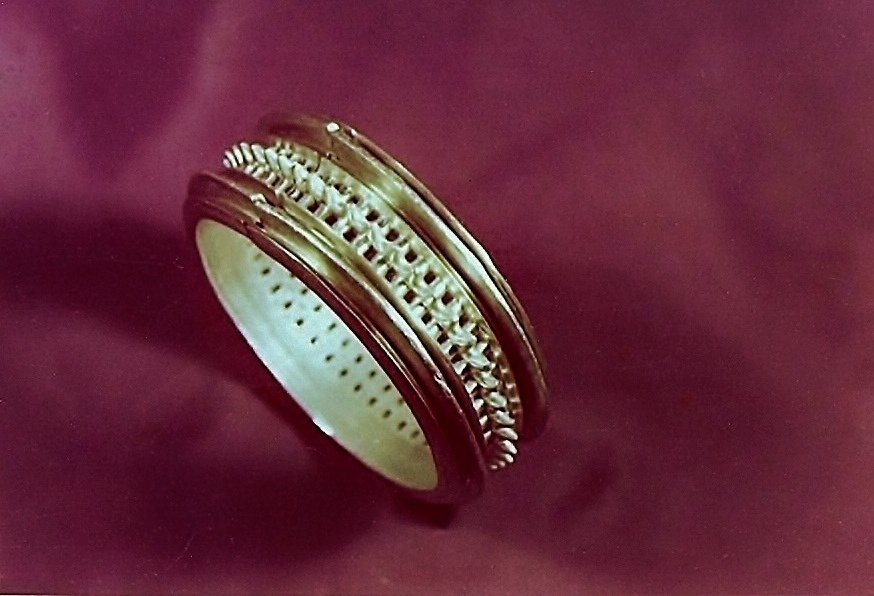
Brazalete número 28, uno de los más interesantes del conjunto.

Una característica principal de estos brazaletes es que presentan los extremos separados, a excepción del número 5, que tiene los extremos unidos aunque sin soldar. El diámetro medio es de 58 mm, y el peso medio de 184 g. Según Soler, la fabricación de los brazaletes se llevó a cabo mediante cuatro operaciones sencillas:
- 1.ª fusión, sencilla o múltiple, de tiras plano-convexas.
- 2.ª obtención de los surcos de las molduras en las piezas así fundidas, quizás por batido sucesivo sobre molde cortante que dejaría en el fondo de las ranuras unos pequeños filetes.
- 3.ª Perforación, con cincel o punzón, de los calados centrales.
- 4.ª Transformación de las molduras en aros de puntas por medio de un instrumento adecuado.

Sin embargo, no en todas las piezas se llevaron a cabo todas las operaciones. Las combinaciones están recogidas en la tabla siguiente:
| Pieza   | 2 | 3 | 4 | 5 | 6 | 7 | 8 | 9 | 10 | 11 | 12 | 13 | 14 | 15 | 16 | 17 | 18 | 19 | 20 | 21 | 22 | 23 | 24 | 25 | 26 | 27 | 28 | 29 |
| 1ª fase | x | x | x | x | x | x | x | x | x  | x  | x  | x  | x  | x  | x  | x  | x  | x  | x  | x  | x  | x  | x  | x  | x  | x  | x  | x  |
| 2ª fase |   |   |   |   |   | x | x | x | x  | x  | x  | x  | x  | x  | x  | x  | x  | x  | x  | x  | x  | x  | x  | x  | x  | x  | x  | x  |
| 3ª fase |   |   |   |   | x |   | x | x | x  | x  | x  | x  | x  | x  | x  | x  | x  | x  | x  | x  | x  | x  | x  |    |    | x  | x  | x  |
| 4ª fase |   |   |   |   |   |   |   |   |    |    |    |    |    |    |    |    |    |    |    |    |    |    |    | x  | x  | x  | x  | x  |

Dado que el de los brazaletes es el grupo más numeroso, Soler lo dividió en varias categorías de acuerdo con su morfología:

##### Lisos

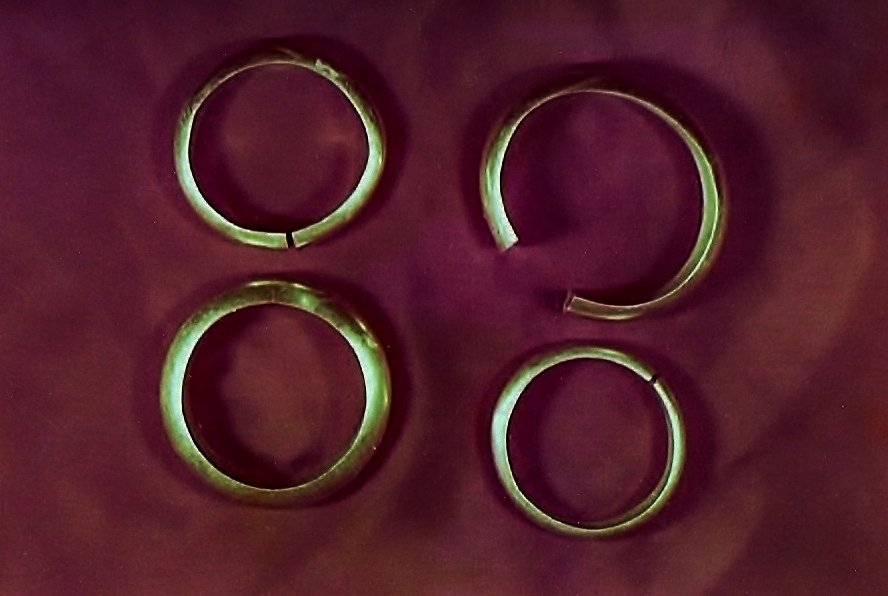
Brazaletes lisos número 2, 3, 4 y 5.

Los cuatro brazaletes lisos (piezas 2, 3, 4 y 5) presentan una cara interior plana o ligeramente cóncava y una superficie convexa, produciendo una sensación casi ojival. Presentan los extremos remachados y una ligera dilatación hacia el exterior o la cara interna. La superficie externa se ha pulido en todos ellos, pero la interior en solo dos. La cara interna de todos presenta surcos acanalados que se corresponden con molduras salientes, aunque en algunos se han enmascarado.

##### Moldurados sin calar
- Sin puntas

Solo hay un ejemplo (pieza 7), formado por dos aros simétricos de cinco molduras cada uno, unidos por una tira central bruñida. Dado su parecido a los brazaletes moldurados con calado simple, se cree que está inacabado.
- Con puntas

Hay dos brazaletes (piezas 25 y 26), derivadas de las tiras plano-convexas de los brazaletes lisos. Ambos tienen una sucesión de molduras desiguales, que conservan la superficie curvada de la pieza de que proceden. Otras molduras se han transformado en aros de puntas untilizando una boquilla o broca, aplicada a intervalos regulares. En el brazalete 26 las puntas son cónicas, mientras que el 25 son simples abultamientos romos.

##### Moldurados y calados

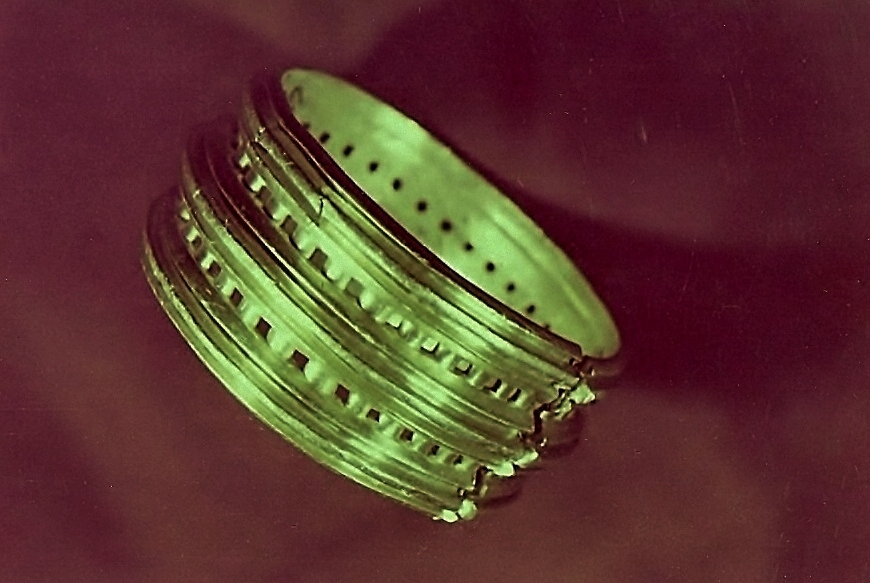
Brazalete con calado doble y sin puntas número 23.

Son la serie más numerosa, a la que pertenecen 21 de los brazaletes (75 %). El número 6, único en el conjunto, consiste en dos aros plano-convexos unidos por una franja central calada. Todos los demás presentan un característico perfil almenado en la sección transversal.
Calado simple
Son 17 los brazaletes que presentan una serie de perforaciones, obtenidas a golpes de cincel en la franja central.
- Sin puntas

Este grupo está formado por 16 brazaletes (piezas 6, 8, 9, 10, 11, 12, 13, 14, 15, 16, 17, 18, 19, 20, 21 y 22). Todos, excepto el número 6, consisten en una franja central calada que uno dos aros con tres molduras cada uno, la central cuadrada y las otras triangulares. Aunque son idénticos en cuanto a técnica y aspecto, el tamaño varía mucho, desde los 56 a los 384 g.
- Con puntas

Solamente el brazalete número 27 se encuadra en esta categoría. Está intensamente bruñido y presenta alrededor de la base de cada punta y en las paredes laterales huellas del instrumento clíndrico con que fueron moldeadas. En cada surco se yerquen 25 puntas, lo que da un total de 500.
Calado doble

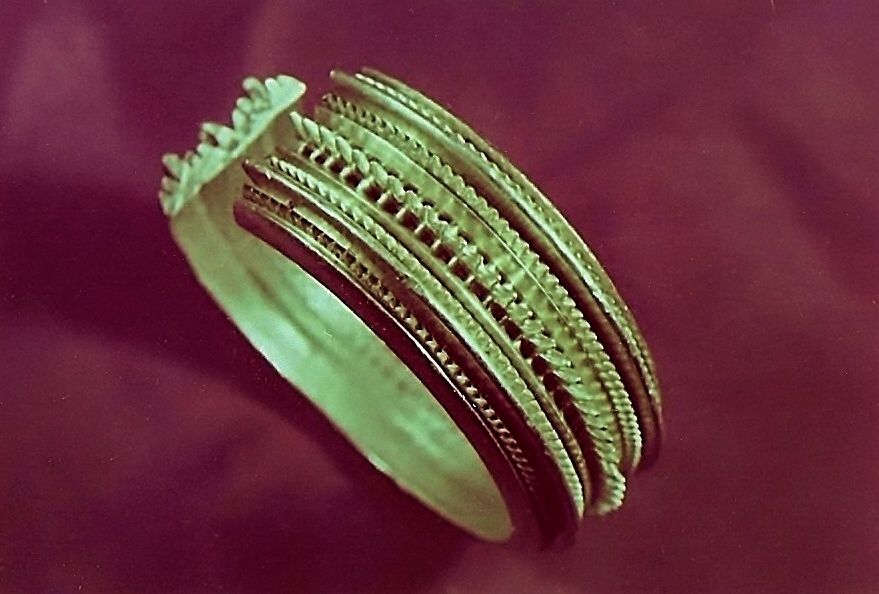
Brazalete número 29, una de las piezas más bellas del conjunto.

Existen cuatro piezas en las que hay dos filas de calados, una a cada lado de un elemento central, que en dos casos son aros moldurados y en otros dos, aros de puntas.
- Sin puntas

Las piezas 23 y 24 son casi idénticas y presentan una versión duplicada de los de calado simple. Las proporciones son también casi iguales, a excepción de la altura.
- Con puntas

El brazalete número 28 está formado por dos aros de 5 molduras. La franja central constra de otro aro rematado con 47 puntas cónicas. Los extremos se presentan unidos, aunque sin soldar. La superficie interna está menos pulida que la exterior y deja ver los acanalados correspondientes a las molduros. Podría ser una versión simplificada del Brazalete de Portalegre y el Brazalete de Estremoz.
El brazalete número 29 es, sin lugar a dudas, la pieza cumbre del conjunto y una de las más bellas de toda la prehistoria española. Su composición esencial es la misma que la de la pieza anterior, pero el conjunto se enriquece con la transformación de varios filetes en filas de puntas, que son un total de 522 y alternan con las salientes molduras y los 124 orificos del enrejado central en contraste rítmico por la diferente altitud de los distintos elementos.

#### Cuencos

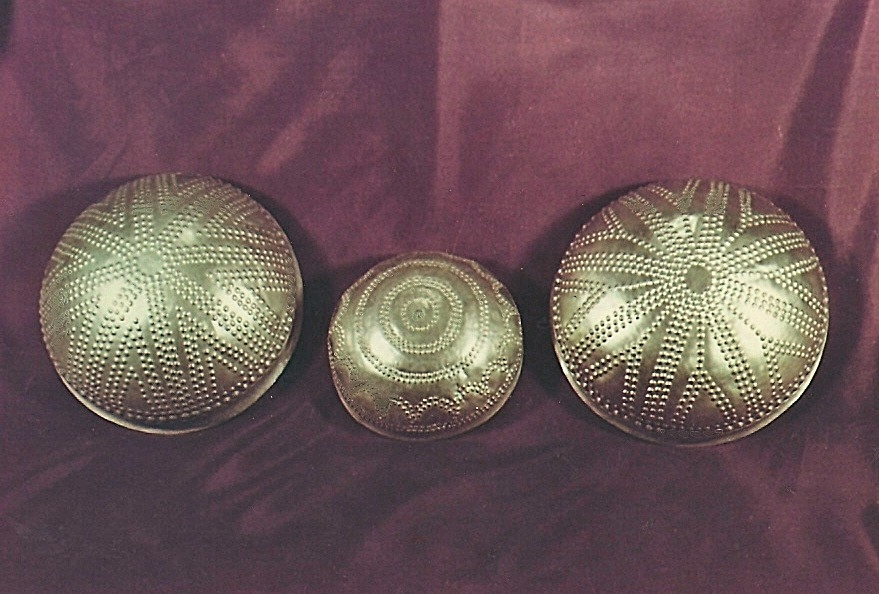
Cuencos de oro (piezas 37, 36 y 38).

El conjunto de los cuencos está compuesto por 11 piezas, que conforman una vajilla sin parangón en la Edad del Bronce española. Todos están construidos con chapa de oro batido con forma de casquete semiesférico y cuello corto en escocia, encajando plenamente en la tipología de las vasijas argáricas. En todos, salvo en la pieza 31, el diámetro de la boca excede al doble de la altura. En todos ellos la decoración es exclusivamente geométrica y está obtenida mediante puntos en relieve levantados con un punzón romo desde el interior. 
El cuenco número 30 es el único ejemplar ovoide y va ornado con once verdugones concéntricos que delimitan 11 franjas adornadas con sendas filas de puntos gruesos. Su color es amarillo limón, más claro que en anaranjado que impera en casi todos los demás.
Destaca el cuenco carenado número 31 porque el diámetro de la boca no excede al doble de la altura. Su decoración consiste en 23 círculos de apretados puntos alrededor de uno más grueso de la base. En su forma y decoración recuerda al cuenco de Zúrich.
Los nueve restantes difieren solo en el tamaño y el tema decorativo. El cuenco número 32 es el más sencillo, con una decoración de cuatro franjas concéntricas que alternan con cuatro lisas y un círculo liso en la base. 
Los cuencos número 33, 34, 35 y 36 pertenecen a una serie similar, adornados con franjas concéntricas y guirnaldas entre las dos más altas. El número 35, más pequeño, reduce el número de hileras, al igual que el 36, que solo posee cuatro. El oro de este último es también del tipo amarillento.
Los otros cuatro cuencos (37, 38, 39, 40) se agrupan en una serie con decoración radial. Tres de los ejemplares tienen un tema decorativo que Soler denominó "en Y", mientras que el número 37 lo varía para convertirlo en un tema "en V". El número 40, uno de los mayores, tien el círculo basal rodeado de una circunferencia de puntos gruesos.

#### Frascos

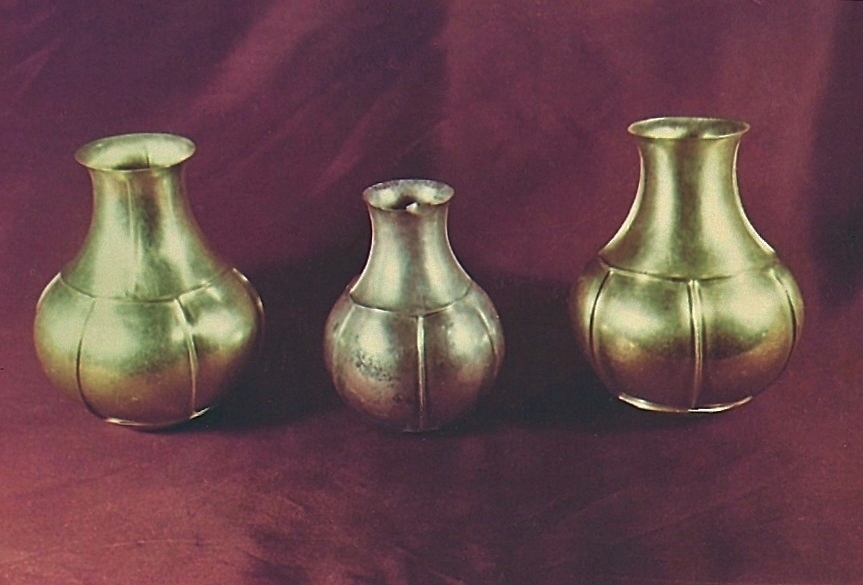
Los dos frascos de oro y uno de los de plata (piezas 41, 43 y 42).

Los frascos están divididos en tres ejemplares de plata y dos de oro (piezas 41, 42, 43, 44 y 45). Los cinco tienen la misma forma, técnica y decoración, aunque los tamaños varían. El cuerpo de todos es esferoidal, con aplanamiento en la base y el cuello cóncavo, con el borde liso. La decoración consiste en dos molduras horizontales y paralelas, que unen otras seis molduras verticales. De la moldura superior parten otras dos verticales, que se pierden a pocos milímetros del borde. Todas están fabricadas de una sola pieza, sin rastros de soldadura. 
El estado de conservación de los frascos de oro (41 y 42) y el más pequeño de los de plata (43) eran excelentes. Sin embargo, los dos frascos grandes de plata fueron muy dañados por el peso de los brazaletes y tuvieron que ser restaurados en 1963 y 1998.

#### Broches o botones
Hay dos piezas compuestas (objetos 46/47 y 48/50) que tienen en común un pasador suelto que atraviesa la pieza y se abre en dos ramas por el envés. El mayor (46/47) consiste en una semiesfera hueca, de metal fundido, color plomizo oscuro, con pátina u óxido de color marrón y aspecto ferroso, recubierta de una fina lámina de oro. El adorno consiste en ocho bandas radieales, surcada cada una por tres líneas incisas. El resultado es una estrella de cuatro puntas. El otro botón (48/50) consiste en un disco de oro con reborde levantado y orificio central. En la parte interna se alojaba un disco de ámbar, recogido en fragmentos. La sujeción del ámbar se lograba por medio de un pasador cilíndrico que atravesaba las dos piezas y se abría en dos ramas por detrás del disco. El extremo visible de este pasado se pulió en busca del efecto decorativo.

#### Piezas diversas

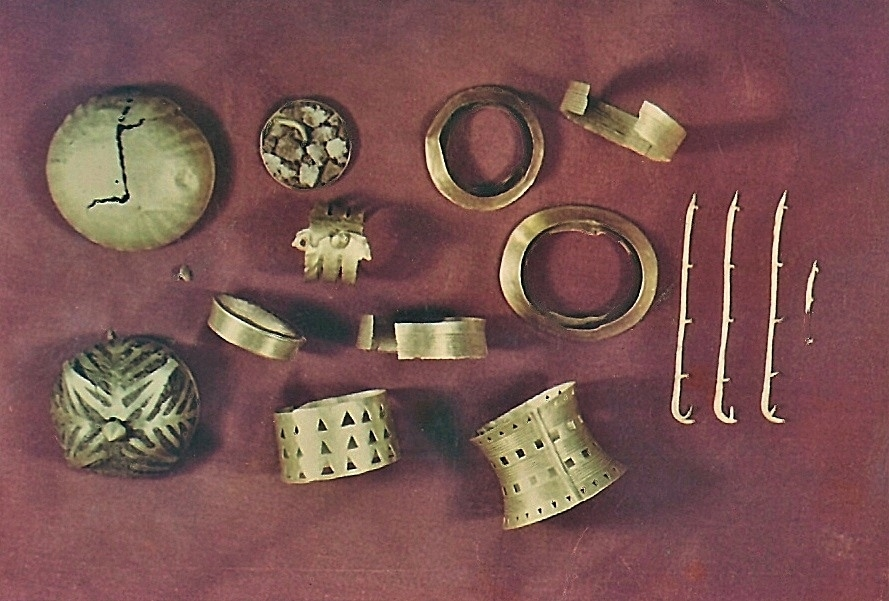
Fragmentos. Supuestamente restos de un cetro (objetos, de derecha a izquierda y de arriba abajo, 51, 48/50, 53, 61, 59, 60, 56/57, 55, 62, 63, 64, 65, 46/47, 58 y 52/54).

La pieza 51 es un pequeño cuenco semiesférico de 5 cm de diámetro, con el borde estrecho. Posiblemente, más que como verdadero recipiente, actuaba como revestimiento de otro objeto: el pomo de un arma, la cabeza de un centro o bastón de mando, etc.
El objeto 52-54 está formado por una pieza de oro con perfil de carrete (52), rematada por una especie de soporte o contera, en la que encaja (53). Es una lámina cóncava, cerrada sobre sí misma por medio de tres clavillos, uno de ellos in situ (54). Se halla decorada con tres franjas de a seis líneas incisas, que alternan con cuatro franjas caladas, de cuadrados las intermedias y de triángulos apuntados hacia los bordes las exteriores. La pieza 55 es una contera de oro similar a la anterior.
El objeto 56/57 contiene una pieza de oro similar a la número 52 (56), también en forma de carrete y cerrada por medio de dos clavillos, uno de ellos in situ (57). Está constituida por tres tiras paralelas surcadas por cinco líneas incisas y separadas por espacios vacíos rectangulares. En la zona de cierre, la lámina se prolonga en dos apéndices triangulares que sobresalen de los bordes de la pieza, en uno de los cuales se alojaba un remache.
La pieza 58 es una pieza anular de oro, ligeramente troncocónica, formada por una ancha cinta con tres filas de triángulos calados a cincel. La 59 es una pieza anular de oro, troncocónica, con ligera concavidad de las paredes. La base menor termina en borde liso y afinado; la base mayor se dobla en un estrecho reborde descuidadamente recortado. Va ornada con nueve líneas incisas paralelas. La 60 es una pieza de oro similar a la anterior, de cinta más fina y con la concavidad de las paredes apenas acusada, mientas que la 61 es prácticamente idéntica a las dos anteriores.
Las piezas de 62 a 64 son casi idénticas, y están formadas por laminillas de oro alargadas, con los extremos curvados y aguzados. Recuerdan el perfil de una nave. Uno de los bordes se ha pulido y aplanado en toda su extensión. Del borde opuesto emergen cinco pequeños apéndices
remachados. La pieza 65 es similar a las anteriores, pero casi dos tercios menor, con solo tres apéndices o remaches y sin la acusada curvatura de aquellas. La pieza 66 es clavillo perteneciente, sin duda, a la pieza 52 o 56. Apareció suelto. 
Por último, la pieza 67 es un brazalete o anilla abierta, de sección plano-convexa y extremos redondeados o aplanados. Está compuesta por un metal de color plomizo oscuro, brillante en algunas zonas y cubierto de un óxido de aspecto ferroso.

### El oro del tesoro
Entre las 66 piezas del tesoro hay tres de plata, dos de hierro y una de ámbar. Las restantes son de oro, y de ellas se analizaron 54 a cargo del doctor Hartmann, del Winterberg-Landesmuseum de Stuttgart (Alemania) en septiembre de 1968. En la tabla siguiente se muestra la composición de estas piezas (la proporción de plata se refiere al peso total de la pieza, mientras que los restantes metales se expresan en porcentajes sobre el oro que contiene):
| Pieza         | número | plata    | cobre | estaño | níquel      | mercurio |
| Brazalete     | 2      | aprox. 6 | 0,26  | 0,26   | —           | —        |
| "             | 3      | " 6      | 0,12  | 0,14   | —           | —        |
| "             | 4      | " 4      | 0,28  | 0,14   | —           | —        |
| "             | 5      | " 13     | 0,34  | 0,15   | —           | —        |
| "             | 6      | " 8      | 0,37  | 0,34   | —           | —        |
| "             | 7      | " 6      | 0,17  | 0,15   | —           | —        |
| "             | 8      | " 5      | 0,22  | 0,17   | —           | —        |
| "             | 9      | " 7      | 0,17  | 0,18   | —           | —        |
| "             | 10     | " 5      | 0,24  | 0,28   | —           | —        |
| "             | 11     | " 6      | 0,22  | 0,17   | —           | —        |
| "             | 12     | " 4      | 0,30  | 0,11   | —           | —        |
| "             | 13     | " 7      | 0,29  | 0,29   | —           | —        |
| "             | 14     | " 5      | 0,19  | 0,12   | —           | —        |
| "             | 15     | " 7      | 0,17  | 0,074  | —           | —        |
| "             | 16     | " 7      | 0,36  | 0,12   | —           | —        |
| "             | 17     | " 4      | 0,04  | 0,013  | —           | —        |
| "             | 18     | " 8      | 0,37  | 0,062  | —           | —        |
| "             | 19     | " 5      | 0,16  | 0,28   | —           | —        |
| "             | 20     | " 9      | 0,27  | 0,21   | —           | —        |
| "             | 21     | " 11     | 0,62  | 0,17   | aprox. 0,02 | —        |
| "             | 22     | " 5      | 0,20  | 0,35   | —           | —        |
| "             | 23     | " 9      | 0,64  | 0,30   | —           | —        |
| "             | 24     | " 6      | 0,18  | 0,10   | —           | —        |
| "             | 25     | " 9      | 0,25  | 0,18   | —           | —        |
| "             | 26     | " 8      | 0,13  | 0,20   | —           | —        |
| "             | 27     | " 9      | 0,18  | 0,23   | —           | —        |
| "             | 28     | " 6      | 0,10  | 0,031  | —           | —        |
| "             | 29     | 5-10     | 0,24  | 0,11   | —           | —        |
| Cuenco        | 30     | 5-10     | 0,30  | 0,22   | —           | —        |
| "             | 31     | 10-15    | 0,70  | 0,18   | —           | —        |
| "             | 32     | 5-10     | 0,18  | 0,12   | —           | —        |
| "             | 33     | 5-10     | 0,24  | 0,12   | —           | —        |
| "             | 34     | 5-10     | 0,20  | 0,086  | —           | —        |
| "             | 35     | * 10     | 0,26  | 0,14   | —           | —        |
| "             | 36     | aprox. 4 | 0,15  | 0,068  | —           | —        |
| "             | 37     | " 6      | 0,25  | 0,087  | —           | Sp. (?)  |
| "             | 38     | " 4      | 0,15  | 0,12   | —           | —        |
| "             | 39     | " 7      | 0,16  | 0,14   | —           | —        |
| "             | 40     | " 7      | 0,17  | 0,12   | —           | —        |
| Frasco        | 41     | " 6      | 0,32  | 0,16   | —           | —        |
| "             | 42     | " 4      | 0,16  | 0,11   | —           | —        |
| Remate        | 46     | " 5      | 0,92  | 0,28   | 0,30        | —        |
| Pasador       | 47     | " 3      | 0,20  | 0,17   | —           | —        |
| Montura       | 48     | " 6      | 0,11  | 0,18   | —           | —        |
| Remate        | 51     | " 7      | 0,28  | 0,064  | —           | —        |
| Pieza calada  | 52     | " 11     | 0,02  | 0,12   | —           | —        |
| Contera       | 53     | " 7      | 0,02  | 0,16   | —           | —        |
| "             | 55     | " 6      | 0,58  | 0,17   | —           | —        |
| Pieza calada  | 56     | " 8      | 0,59  | 0,14   | —           | —        |
| "             | 58     | " 8      | 0,25  | 0,22   | —           | —        |
| Virola incisa | 59     | " 4      | 1,20  | 0,31   | —           | —        |
| "             | 60     | " 5      | 0,22  | 0,20   | —           | —        |
| "             | 61     | " 6      | 0,25  | 0,20   | —           | —        |
| Laminilla     | 65     | " 4      | 0,05  | 0,22   | —           | —        |

De acuerdo con Hartmann, la cantidad de plata que contienen todas las joyas es de origen natural y su proporción de cobre la que existe en el oro extraído de arenas fluviales. Ni el Segura ni el Vinalopó han sido nunca considerados auríferos, pero no se puede descartar que lo hayan sido en otros tiempos. Figueras Pacheco habló de unas denuncias mineras en el término de Guardamar del Segura, mientras que Juan Bautista Carrasco aduce el testimonio de la Estadística oficial para afirmar la existencia de minas de oro en San Fulgencio, y la explicación del Mapa Geológico de España de 1951 afirma sobre el criadero de cobre de Santomera que es "una masa de bastante consideración de pintas de cobre, cobres rojos, carbonatos verde y azul y, no pocas veces oro nativo, precisamente al contacto de una erupción hipogénica".
También en época antigua se ha hablado de la riqueza aurífera de esta área. Francisco Diago, por ejemplo, comenta que en la Sierra de Mariola (cuyo extremo meridional es la villenense Peña Rubia), tenía Sexto Mario las minas de oro que le hicieron el hombre más rico de España. Ibarra, por su parte, comenta de Elche que "en las entrañas de su tierra el metal más precioso, que desde los primeros tiempos ambicionó el hombre y el que había de despertar su codicia al explotarle en lejanas edades, como nos dan elocuente testimonio numerosos trabajos llevados a cabo en la Sierra del Molar, en época desconocida por lo remota". Por tanto, para Soler resulta cierto que el Cabezo Redondo durante la Edad del Bronce fue un "riquísimo foco cultural capaz de irradiar su influencia hasta regiones muy lejanas".

### Las piezas de hierro
Los dos objetos de hierro (46/47 y 67) poseen un gran interés ya que se trata de los objetos de este material más antiguos aparecidos en la península ibérica y corresponden a un estadio arcaico del uso de este metal, en el que se le considera un metal noble y, por tanto, se emplea en elementos de orfebrería ornamental, tesis que ya apuntó José María Soler. Posteriores análisis de espectrometría del laboratorio del Museo Arqueológico Nacional y del Curt-Engelhorn-Zentrum Archäometrie (CEZA) de Mannheim (Alemania) así como los datos de fluorescencia de  rayos X, confirmaron que en ambas piezas había presencia de niveles de níquel que apuntaban a los propios de un hierro meteórico, el proveniente de un meteorito, siendo así también los objetos fabricados con material de meteorito más antiguos de la península ibérica. Esto haría factible su vinculación con el final de la ocupación del yacimiento de Cabezo Redondo.

## Intervenciones
Si bien las piezas de oro encontraron en perfecto estado de conservación, no ocurrió lo mismo con las de plata que se vieron afectadas por la exposición que sufrieron durante unos 3.000 años al suelo alcalino, la presión del terreno, etc. Todo ello propició que las piezas sufrieran una corrosión prolongada y tuvieran que recibir una primera intervención a cargo de José Serrano Martínez, en especial los dos frascos de plata más grandes (piezas 44 y 45). Serrano reintegró las partes faltantes y reforzó las existentes proporcionando a las piezas una estabilidad suficiente ya en 1963. Al cabo de 35 de aquella primera restauración las piezas habían comenzado a sufrir los efectos del paso del tiempo y algunos fragmentos amenazaban con desprenderse del soporte. El Ayuntamiento de Villena lo puso en conocimiento de la Conselleria de Cultura, Educación y Ciencia de la Comunidad Valenciana y la Dirección General de Patrimonio Artístico hizo las gestiones para que se llevara a cabo en el centro de restauración que mayores garantías ofreciera. El elegido fue el Instituto del Patrimonio Histórico Español, dependiente del Ministerio de Cultura. Las piezas se trasladaron a mediados del mes de abril de 1998 y se recogieron en agosto de ese mismo año. En esta nueva intervención se ha realizado la reintegración volumétrica mediante resina con carga totalmente reversible y, finalmente, se les aplicó una capa de protección específica para plata.

## Comparaciones y cronología
Desde el momento de su hallazgo ha habido diversos interrogantes en torno al tesoro que muchos investigadores, empezando por Soler, han intentado desvelar. Estos giran en torno a su origen, cronología, autores, relaciones, etc. El primero en plantear posibles respuestas fue Soler, que primero de todo lo relacionaba con el Tesorillo del Cabezo Redondo, a cuya población adjudicaba como muy probable el ocultamiento, dado que los anillos hallados en este lugar guardan muchas similitudes con los brazaletes del Tesoro. Además, la vasija en que se hizo el ocultamiento es claramente argárica en su forma, pasta, cocción, color y espatulado. Y él consideraba que los cuencos áureos también tenían enormes semejanzas con las cerámicas tanto del Cabezo Redondo como las de otros yacimientos de la comarca. Los frascos los comparaba con las vasijas excisas del Cabezo Redondo así como con una jarra encontrada en el poblado argárico de San Antón (Orihuela). También halló paralelismos con otros hallazgos de la fachada atlántica de la península ibérica, en especial con los de Portalegre y Estremoz, así como con la diadema hallada en Mira-de-Aire (cerca de Peniche). Por tanto, para Soler no era arriesgado suponer la fabricación local, sobre todo teniendo en cuenta que hay constancia de la existencia de al menos un orfebre en el Cabezo Redondo, poblado argárico. En cuanto a la cronología, él encuadraba el hallazgo en un contexto del Bronce tardío, en torno al 1000 a. C., basándose en el estado de evolución de las piezas y su decoración con respecto a la de otros hallazgos peninsulares y europeos, ya que no es necesaria una influencia hallstáttica, que incluso podría darse en sentido contrario, dado que se cree que el hierro era de uso común en la península sobre el siglo IX a. C., y hay constancia en el Mediterráneo Oriental de que antes de ser usado en masa se le consideró un metal noble. En cuanto al oro, Soler señalaba que la magnitud del Tesoro de Villena supera a todos los hallazgos áureos de la cultura hallstáttica en conjunto, y que el Tesorillo del Cabezo Redondo a todos los argáricos, con que fue la fuerza de un importante foco cultural centralizado en la comarca de Villena la que hizo que la materia prima llegara hasta aquí. Juan Maluquer se hizo eco de todo lo anterior al afirmar lo que sigue:

"[el foco villenense] crea la primera vajilla de occidente en oro y plata con formas originalísimas, que en vano intentaremos hallar en focos de orfebrería europeos, y esa originalidad se mostrada en todas sus creaciones y principalmente en anillos y brazaletes de oro macizos, que influirán en amplias zonas de España y de todo el Occidente".

## Repercusión

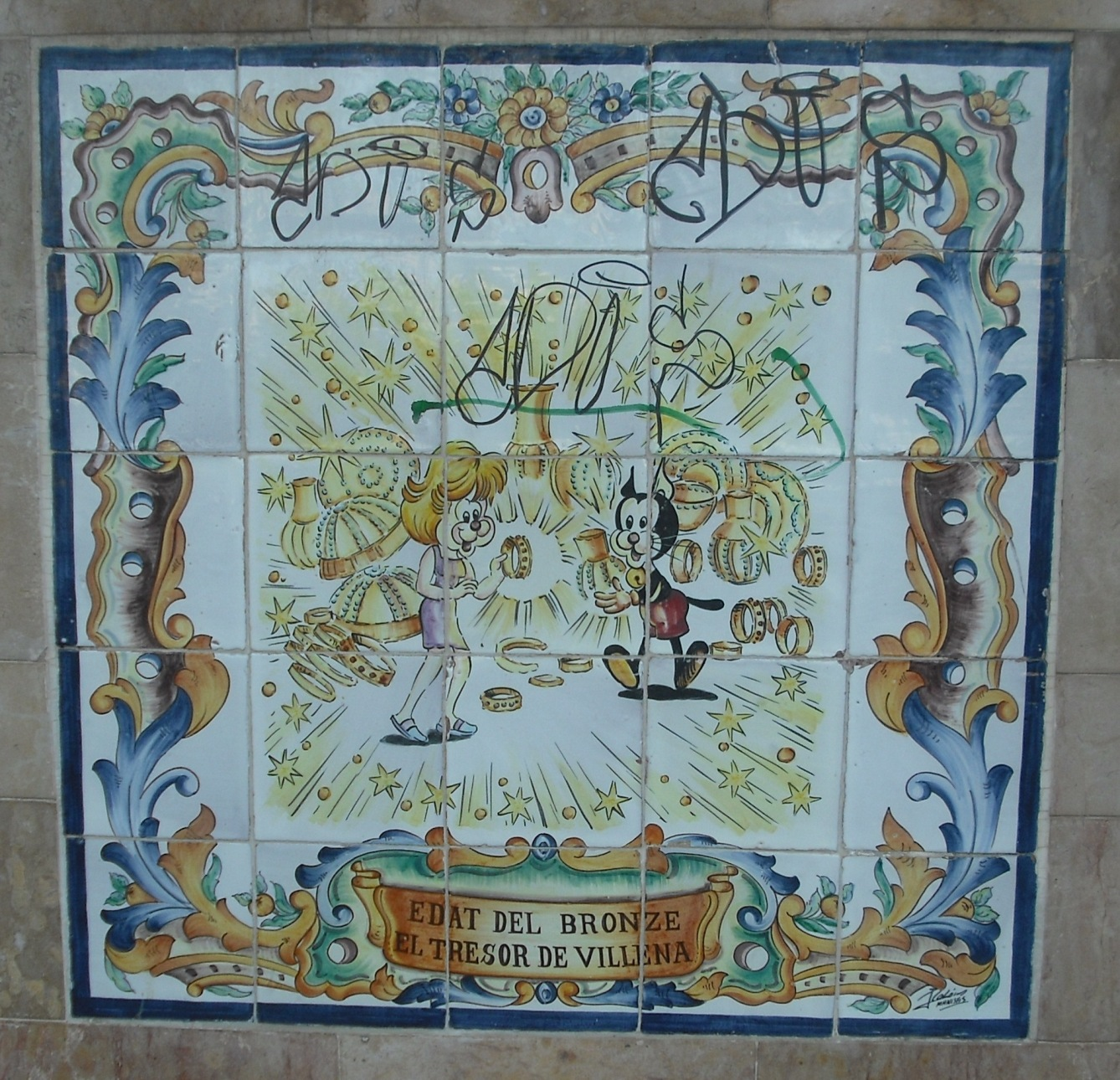
El gato Pumby, obra de José Sanchis, muestra el Tesoro de Villena en el Parc Ceràmic d'Història Valenciana de Manises (Valencia).

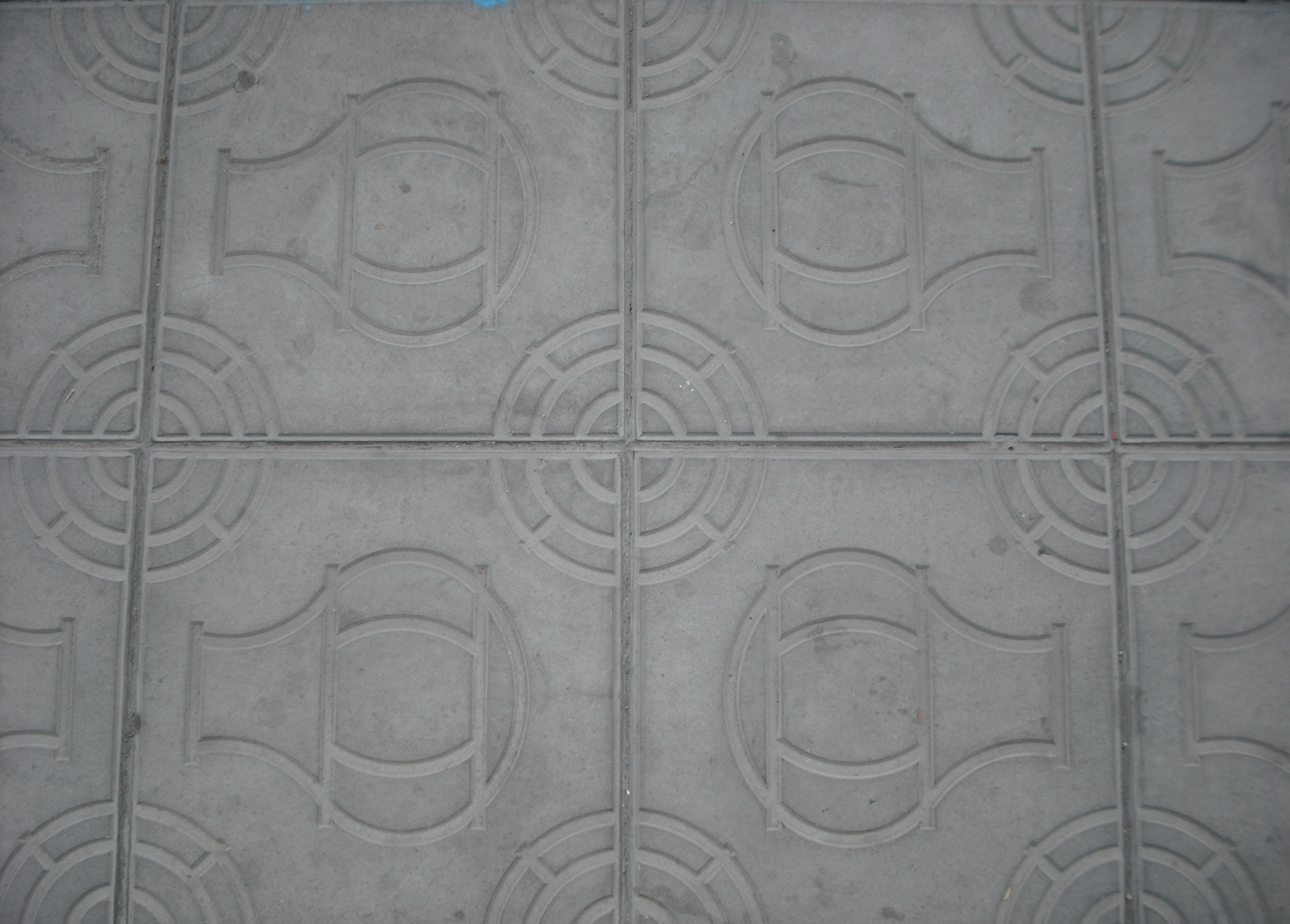
Baldosas de Villena con el motivo de uno de los frascos del Tesoro.

El lema turístico de la ciudad, Villena ¡un tesoro!, se creó en referencia al tesoro de Villena.

## Reconocimiento
El 1 de abril de 2005 fue declarada Bien de Interés Cultural la Colección Arqueológica del Tesoro de Villena.